# Verdrag van Brétigny

Frankrijk na het verdrag

Het Verdrag van Bretigny was een verdrag dat op 2 juni 1360 werd ondertekend door Eduard III van Engeland en Jan II van Frankrijk. Het verdrag werd op 24 oktober later dat jaar bekrachtigd als het Verdrag van Calais. Het verdrag werd opgemaakt in het plaatsje Brétigny, in de buurt van Chartres. Het verdrag markeert de eindfase van de eerste fase van de Honderdjarige Oorlog.

## Aanloop
Jan II van Frankrijk woonde na de Slag bij Poitiers als krijgsgevangene in koninkrijk Engeland. De daaruit voortvloeiende problemen in koninkrijk Frankrijk, waaronder het uitbreken van de Jacquerie, en een machtsgreep van Étienne Marcel in Parijs, verzwakte de onderhandelingspositie van de Fransen.
Het oorspronkelijke vredesverdrag, het Verdrag van Londen, voorzag in grote Franse gebiedsafstanden en een losprijs van 4 miljoen pond voor de gevangen Franse koning. De Staten-Generaal verwierpen dit. In 1359 ondernam Eduard III van Engeland daarom een campagne om de rest van Frankrijk in te nemen, door de kroningsstad Reims in te nemen. Tot dusverre hadden de Engelsen in de oorlog voornamelijk overwinningen gekend en Eduard III streefde nu naar openlijke inbezitneming van Frankrijk. Hij hoopte wellicht zichzelf in Reims tot koning te kunnen laten kronen wanneer de stad eenmaal ingenomen was.
De belegering mislukte, en de veldtocht werd tot een trektocht dwars door Frankrijk waarin de Engelsen een aantal andere steden tevergeefs belegerden. De Fransen hadden geen geregeld leger meer over en lieten zich bovendien niet meer tot een veldslag verleiden. In plaats daarvan pasten ze de tactiek van de verschroeide aarde toe. Op 14 april 1360 (Zwarte Maandag) werd het reeds verzwakte Engelse leger na een mislukte belegering van Chartres door een extreem zware hagel- en onweersbui getroffen, die grote aantallen slachtoffers maakte. Koning Eduard III zag hier een teken van God in. Dit bracht de balans weer enigszins terug zodat over een voor de Fransen gunstiger vrede kon worden gepraat.

## Verdrag
Het verdrag maakte in eerste instantie een einde aan het gevangenschap van de Franse koning, ondanks dat er minder werd betaald dan de gevraagde 3 miljoen kronen.
De Engelsen verkregen door het verdrag de gebieden: Guyenne, Gascogne, Calais, Ponthieu, Guînes. De gebieden Rouergue, Périgord, Limousin en Bigorre werden als schatting onder de Engelse kroon geplaatst. Daarentegen liet Eduard III zijn aanspraak op Normandië en Touraine vallen. Ook liet Eduard zijn aanspraak op de Franse kroon vallen.

## Nasleep
Het Verdrag van Bretigny was niet van lange duur. De Fransen en Engelsen bestreden elkaar in Spanje vanwege de opvolgingsstrijd voor de Kroon van Castilië. Toen het strijden werd hervat in Frankrijk, veroverden de Fransen onder leiding van Bertrand du Guesclin een groot deel van de verloren gegane gebieden. Ten tijde van de dood van Eduard III, had Engeland alleen nog maar een paar Franse kustplaatsen in handen.